# 송우진
송우진(宋宇鎭, 1977년 4월 7일 ~ )은 대한민국의 가수로, 현재 3인조 남성 그룹 스윗 소로우의 구성원이다. 매력적인 저음으로 스윗 소로우의 Bass Part를 담당한다. 연세대학교 정보산업공학과를 졸업하였다.

## 학력
- 대명초등학교
- 한영중학교
- 광문고등학교
- 연세대학교 정보산업공학과

## 수상
- 2004년 제16회 유재하 음악 경연대회 대상